# Landschap van Friesland
Het landschap van Friesland wordt in meerdere landschappen verdeeld. Een aantal organisaties zet zich in voor het beheer van het landschap van Friesland.

## Beschrijving
Door de Vereniging Nederlands Cultuurlandschap is Friesland uitgeroepen tot mooiste provincie van Nederland. Friesland heeft een open landschap en is waterrijk.

## Landschapstypen

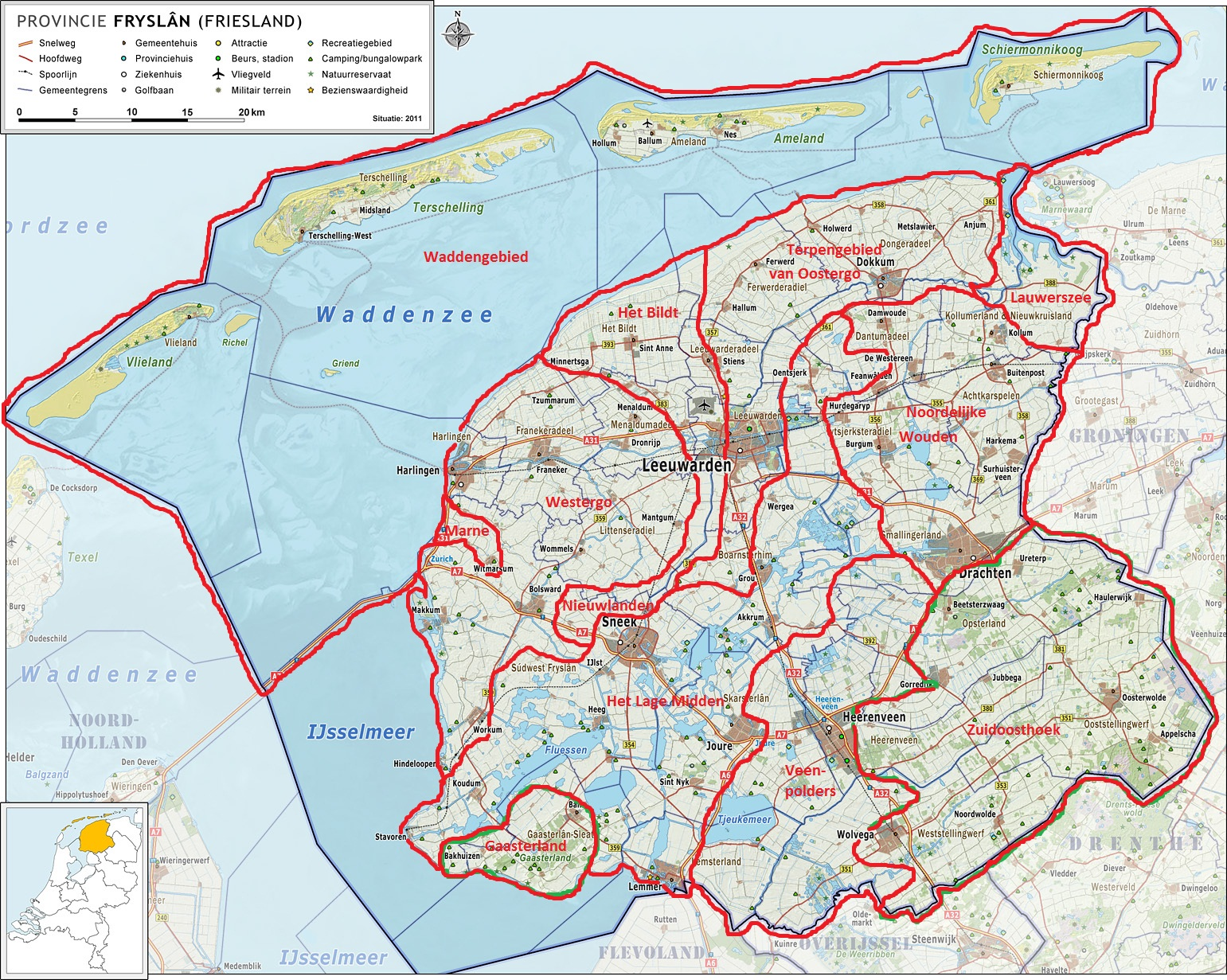
Landschapstypen Friesland

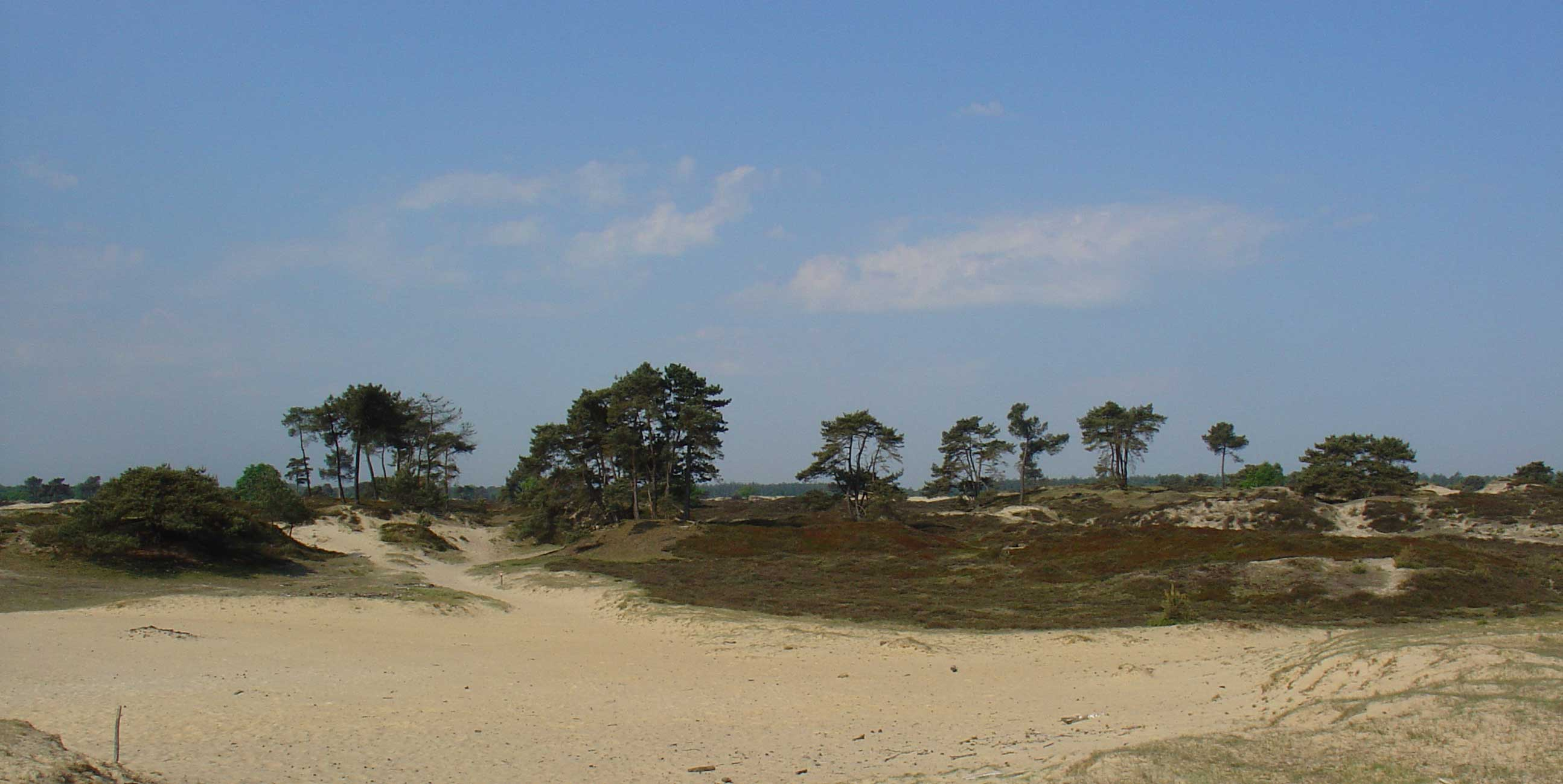
Nationaal Park Drents-Friese Wold

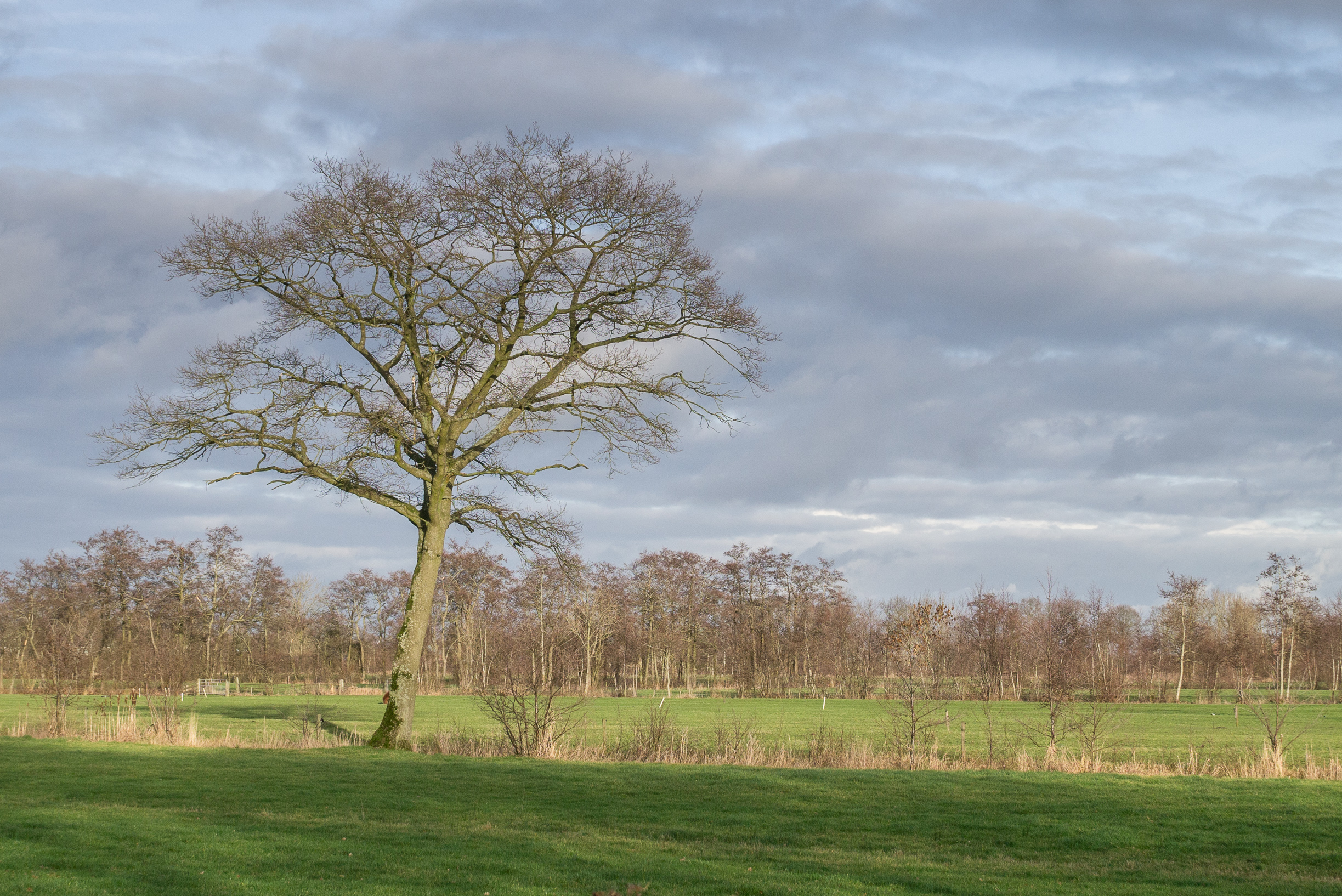
Friese Wouden

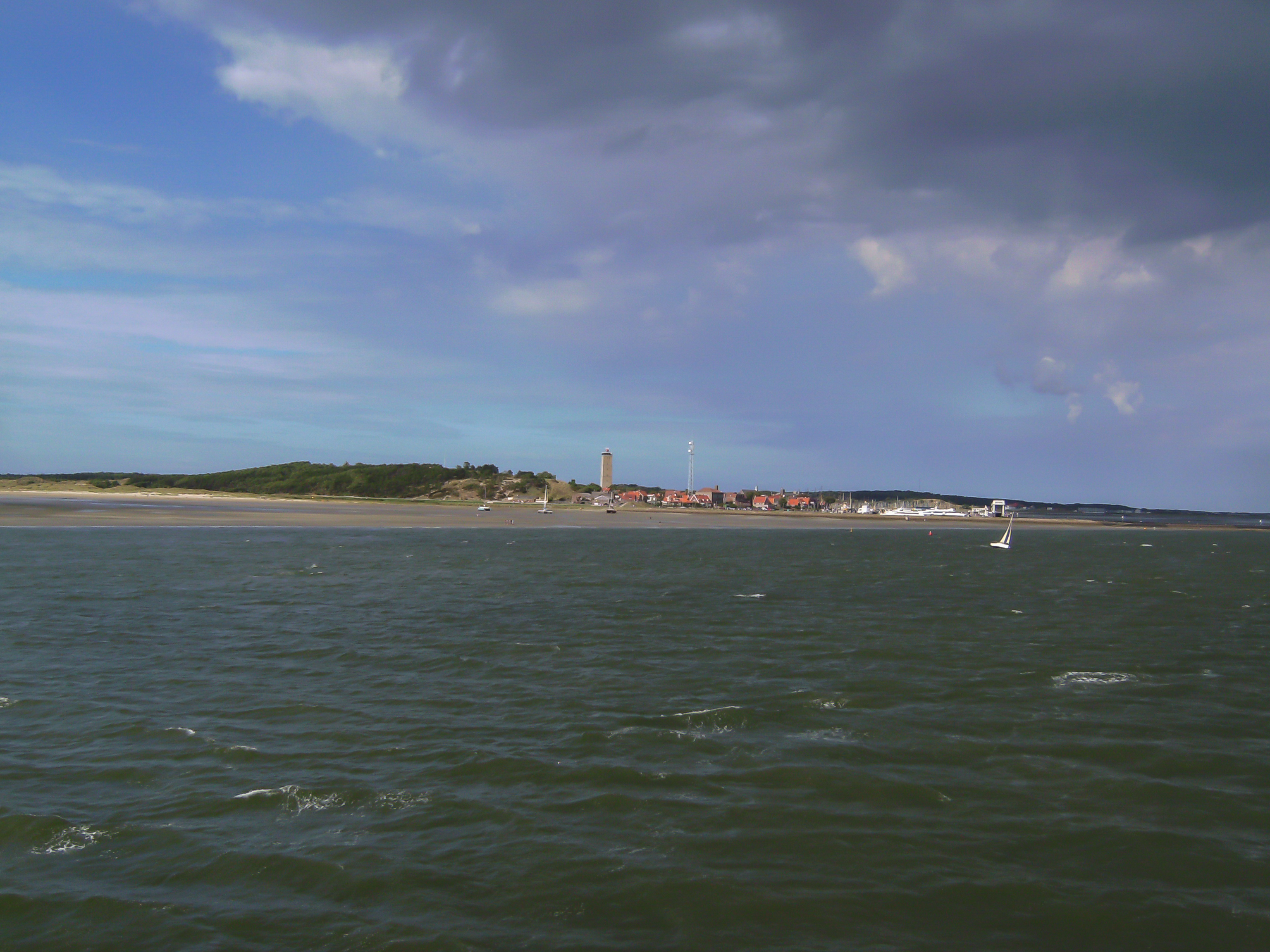
Waddenzee, zicht op Terschelling

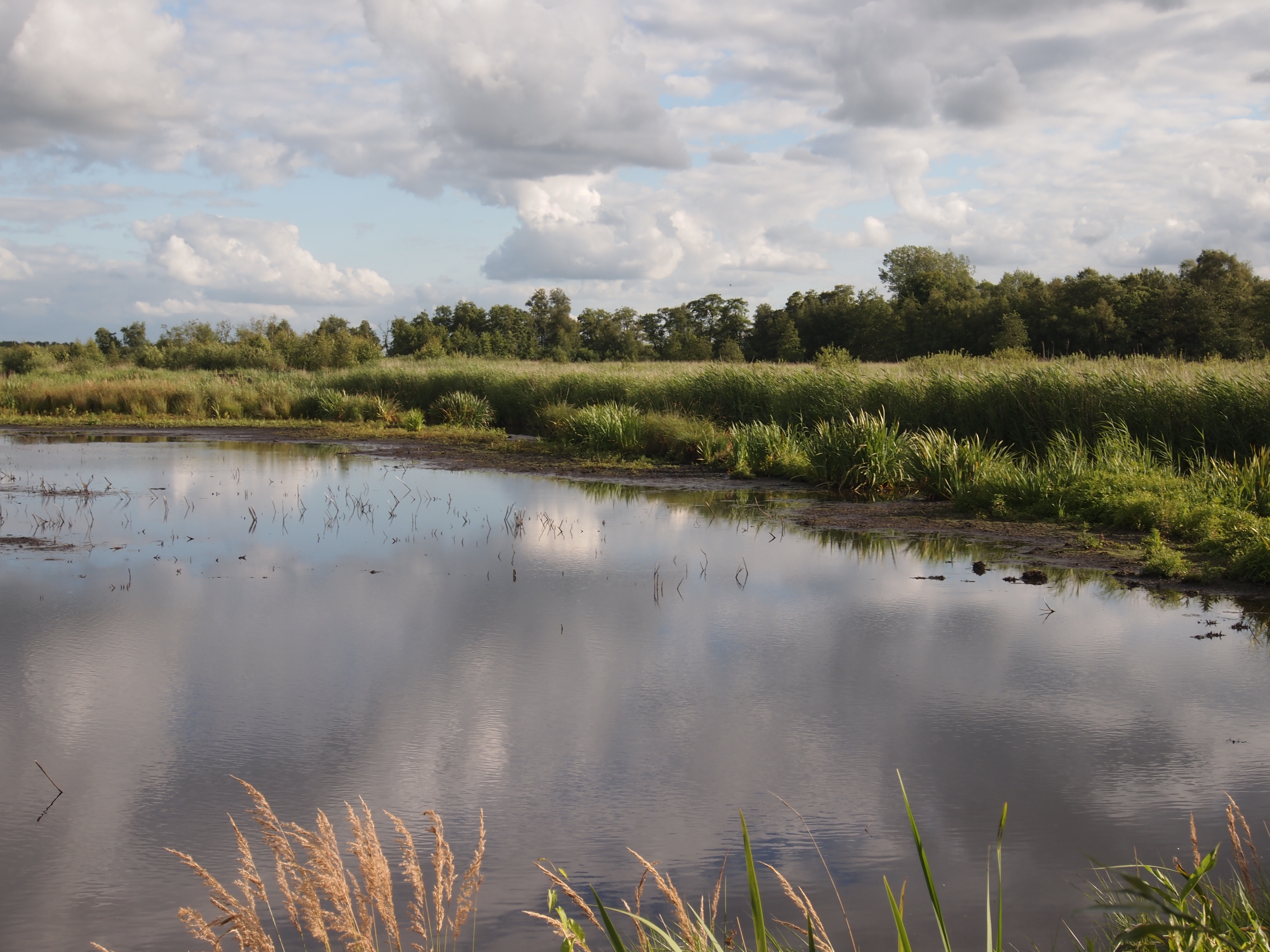
Nationaal Park De Alde Feanen

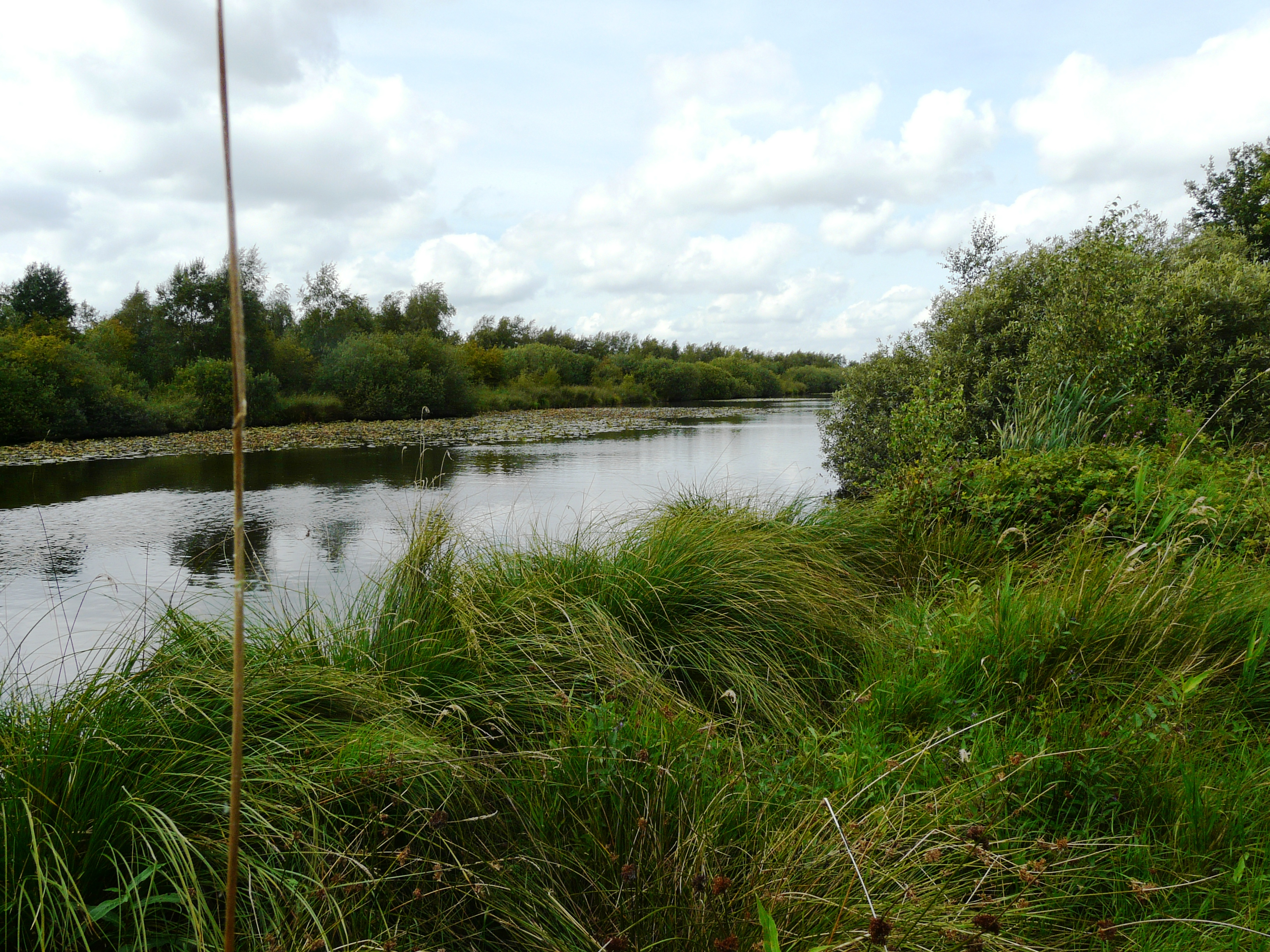
De Deelen (Natura 2000)

Het Friese landschap bestaat uit negen verschillende landschappen:
- Het Waddengebied
- Zuidoosthoek
- Terpengebied van Oostergo
- Westergo
- Lage Midden
- Veenpolders
- Gaasterland
- Noordelijke Wouden
- Bedijkingslandschap: De Marne, Het Bildt, Nieuwlanden en Lauwerszee

## Nationaal park
In Friesland liggen vier Nationale Parken.
- Nationaal Park Schiermonnikoog
- Nationaal Park De Alde Feanen
- Nationaal Park Lauwersmeer (Groningen en Friesland)
- Nationaal Park Drents-Friese Wold (Drenthe en Friesland)

## Nationaal landschap
Een Nationaal Landschap is een gebied waarvan is aangegeven dat er zich een unieke combinatie van agrarisch gebied, natuur en cultuurhistorie bevindt.
In het gebied zijn natuur en oude cultuurelementen bewaard gebleven en in tegenstelling tot een Nationaal Park biedt het ook plaats voor wonen, landbouw en kleinschalige bedrijven.
In Friesland liggen twee nationaal landschappen. 
- Nationaal Landschap Noardlike Fryske Wâlden
- Nationaal Landschap Zuidwest Fryslân

## Natura 2000
Natura 2000 is een Europees netwerk van beschermde natuurgebieden. In Friesland liggen achttien Natura 2000 gebieden.
- Duinen Vlieland
- Duinen Terschelling
- Duinen Ameland
- Duinen Schiermonnikoog
- Noordzeekustzone (Friesland, Groningen en Noord-Holland)
- Lauwersmeer
- Groote Wielen
- Oudegaasterbrekken, Fluessen en omgeving
- Witte- en Zwarte Brekken en Oudhof
- Sneekermeergebied
- Nationaal Park De Oude Venen
- De Deelen
- Van Oordt's Mersken
- Wijnjeterper Schar
- Bakkeveense Duinen
- Rottige Meenthe & Brandemeer
- Fochteloërveen (Drenthe en Friesland)
- Drents-Friese Wold & Leggelderveld (Drenthe en Friesland)

## Werelderfgoed
- De Waddenzee is Werelderfgoed

## Organisaties
In Friesland houden een aantal organisaties zich bezig met het landschap.
- It Fryske Gea (Het Friese Landschap) is een vereniging voor natuurbescherming en is een van de twaalf Provinciale Landschappen in Nederland. It Fryske Gea beheert meer dan vijftig natuurgebieden.
- Landschapsbeheer Friesland is een van de 12 provinciale organisaties die zijn aangesloten bij Landschapsbeheer Nederland die zich inzet voor het beheer van het landschap in Friesland.
- Staatsbosbeheer. Friesland valt onder regio Noord en is opgedeeld in drie districten: de Friese Wadden, Stellingwouden-Veenpolders en de Elfsteden·
- Vereniging Natuurmonumenten. Friesland vormt samen met Groningen en Drenthe een regio.
- IVN Fryslân is een van de provinciale IVN Consulentschappen in Nederland. Friesland heeft zeven IVN-afdelingen: De Lege Midden, De Walden, Heerenveen e.o., Leeuwarden, Noordoost-Friesland, Ooststellingwerf en Sudwesthoeke.